# Bourlem Guerdjou
Pour les articles homonymes, voir Guerdjou.
Bourlem Guerdjou, né le 1er mai 1965 à Asnières-sur-Seine, est un réalisateur, scénariste et acteur français.

## Filmographie

### Comme réalisateur
- 1986 : Ring (court métrage)
- 1988 : Set et Match (série télévisée)
- 1990 : Un jour d'enfance (court métrage)
- 1992 : Djamel Lifa, le rêve de grandir (documentaire vidéo, 20 min)
- 1992 : Une nuit à l'opéra (documentaire vidéo, 20 min)
- 1998 : Vivre au paradis (long métrage)
- 2005 : Zaïna, cavalière de l'Atlas (long métrage)
- 2015 : Danbé, la tête haute (téléfilm)
- 2016 : Marion, 13 ans pour toujours (téléfilm, inspiré de l'affaire Marion Fraisse)

### Comme scénariste
- 1986 : Ring (court métrage)
- 1998 : Vivre au paradis (long métrage)
- 2005 : Zaïna, cavalière de l'Atlas (long métrage)
- 2015 : Danbé, la tête haute (téléfilm)

### Comme acteur
- 1985 : Le Thé au harem d'Archimède de Mehdi Charef : Bibiche
- 1989 : Commissaire Moulin  (série télévisée), épisode Honneur et Justice de Paul Planchon : Ali
- 1989 : Pause-café pause-tendresse (série télévisée), épisode 2 Une fleur pour ma mère de Serge Leroy : Ali
- 1989 : Julien Fontanes, magistrat (série télévisée) , épisode 25 Les portes s'ouvrent de Guy Lefranc : Cherif
- 1996 : Les Sœurs Hamlet d'Abdelkrim Bahloul : le serveur
- 1998 : Tueurs de petits poissons (court métrage) d'Alexandre Gavras
- 2003 : trilogie Un couple épatant-Cavale-Après la vie de Lucas Belvaux : l'animateur de la réunion

## Distinctions

### Décorations
- Officier de l'ordre des Arts et des Lettres Il est promu au grade d’officier le 10 février 2016[1].